# Heteromorfita
L'heteromorfita és un mineral de la classe dels sulfurs que pertany al grup de la plagionita. Rep el nom del grec ετερος per a "diferent" i μορφή "forma", en al·lusió al seu dimorfisme.

## Característiques
L'heteromorfita és una sulfosal de fórmula química Pb₇Sb₈S19. Es tracta d'una espècie aprovada per l'Associació Mineralògica Internacional, i publicada per primera vegada el 1849. Cristal·litza en el sistema monoclínic. La seva duresa a l'escala de Mohs es troba entre 2,5 i 3. És un membre intermedi d’una sèrie homòloga, i és comsiderat un mineral molt rar.
Segons la classificació de Nickel-Strunz, l'heteromorfita pertany a «02.HC: Sulfosals de l'arquetip SnS, amb només Pb» juntament amb els següents minerals: argentobaumhauerita, baumhauerita, chabourneïta, dufrenoysita, guettardita, liveingita, parapierrotita, pierrotita, rathita, sartorita, twinnita, veenita, marumoïta, dalnegroïta, fülöppita, plagionita, rayita, semseyita, boulangerita, falkmanita, plumosita, robinsonita, moëloïta, dadsonita, owyheeïta, zoubekita i parasterryita.

## Formació i jaciments
Va ser descoberta a la mina Caspari, a la localitat d'Uentrop (Rin del Nord-Westfàlia, Alemanya). També ha estat descrita a diversos punts d'Europa, Àsia i Amèrica del Sud.